# Putinci
Putinci (cyr. Путинци) – wieś w Serbii, w Wojwodinie, w okręgu sremskim, w gminie Ruma. W 2011 roku liczyła 2745 mieszkańców.